# Pratt Institute

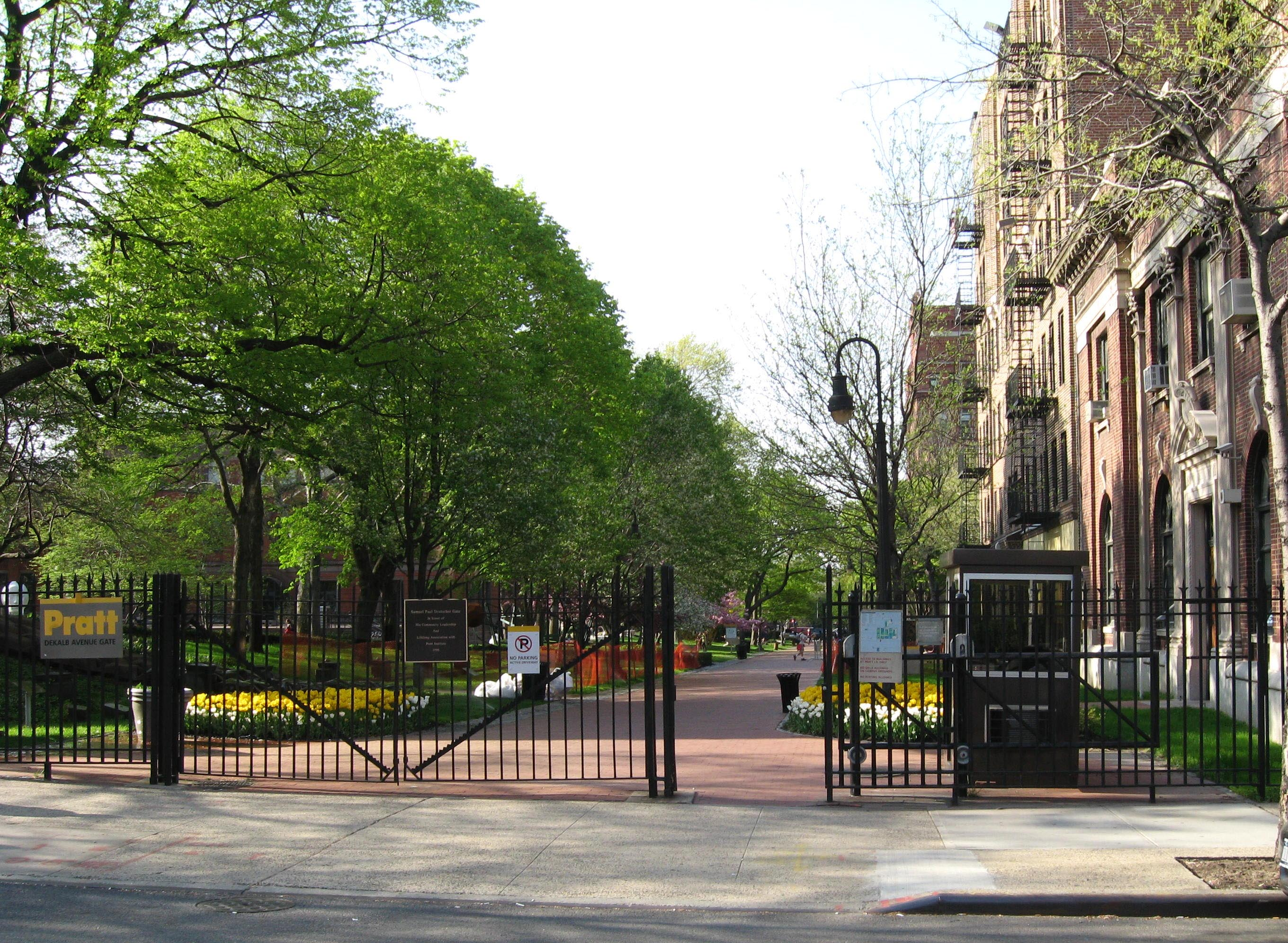
DeKalb Avenue Gate på huvudcampus

Pratt Institute är en privat amerikansk högskola i New York.
Pratt Institute grundades 1887 och bedrev då utbildning främst inom teknik, arkitektur och konst. Det är idag framför allt inriktat på arkitektur, inredningsarkitektur och industriformgivning på kandidat- och magisternivå. Dess huvudcampus ligger i Brooklyn, och det har andra campus på Manhattan och i Utica.
Pratt Institute grundades och finansierades av oljeföretagaren Charles Pratt (1830–1891) med medel som han tjänat från sina företag Astral Oil och Charles Pratt and Company. Pratt, som inte själv hade genomgått högskoleutbildning, ville ge möjlighet för arbetarklassungdomar att studera på högskolenivå. Han köpte in mark i sin hemort Clinton Hill och lät uppföra en skolbyggnad vid Clinton Avenue, två kvarter från sin bostad. 
Högskolan var en av de första i USA som var öppen för alla grupper av studenter. Familjen har tagit aktiv del av skolans drift. Charles Pratt var högskolans första styrelseordförande 1887–1891 och efterträddes först av sin äldste son Charles Millard Pratt (1855–1935) 1891–1893 och därefter av en annan son, Frederic B. Pratt (1865–1945) 1893–1937.
Högskolan har ett av USA:s äldsta offentliga bibliotek.
Pelle Petterson har studerat på skolan.

## Byggnader

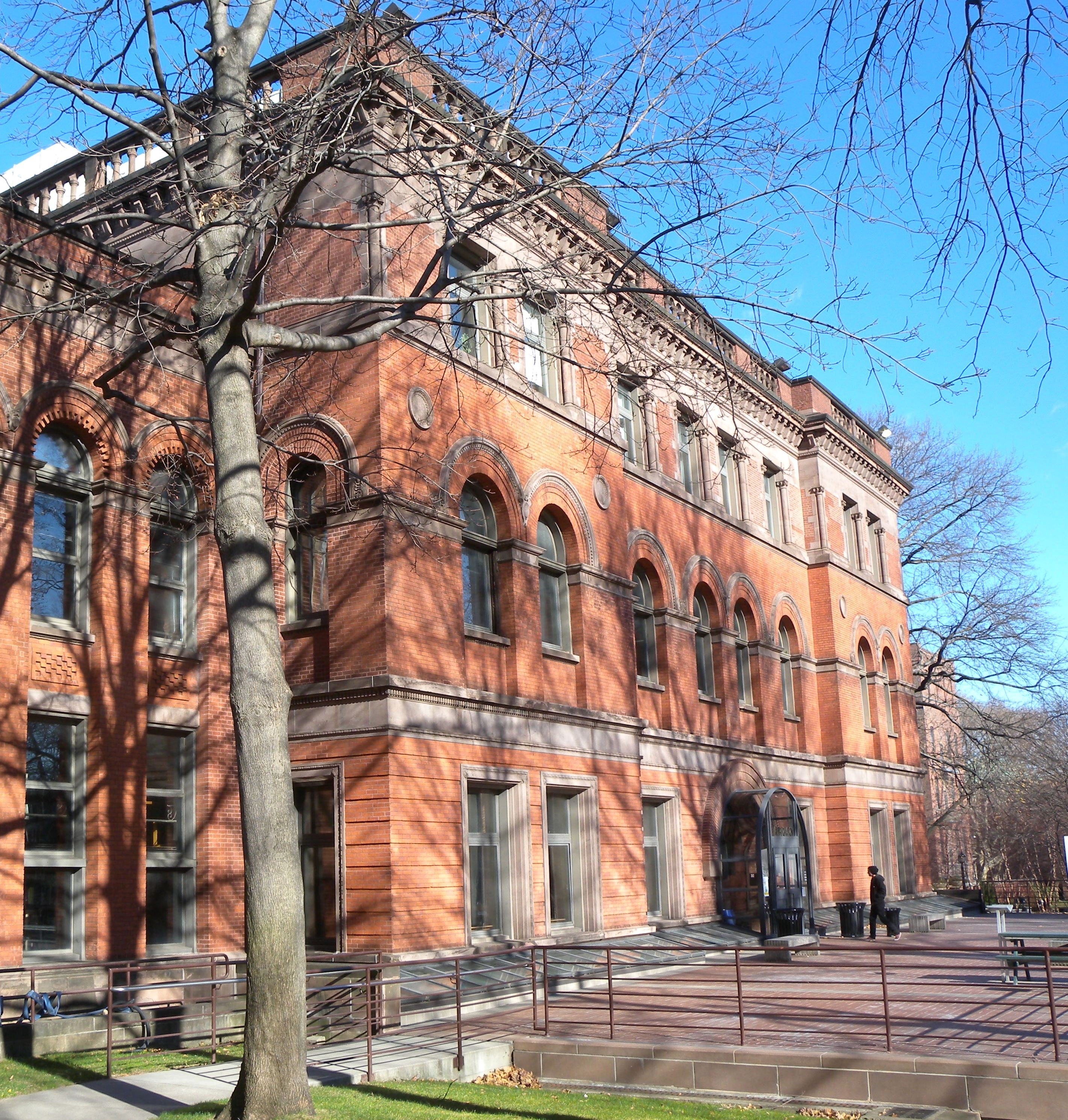
Bibliotek
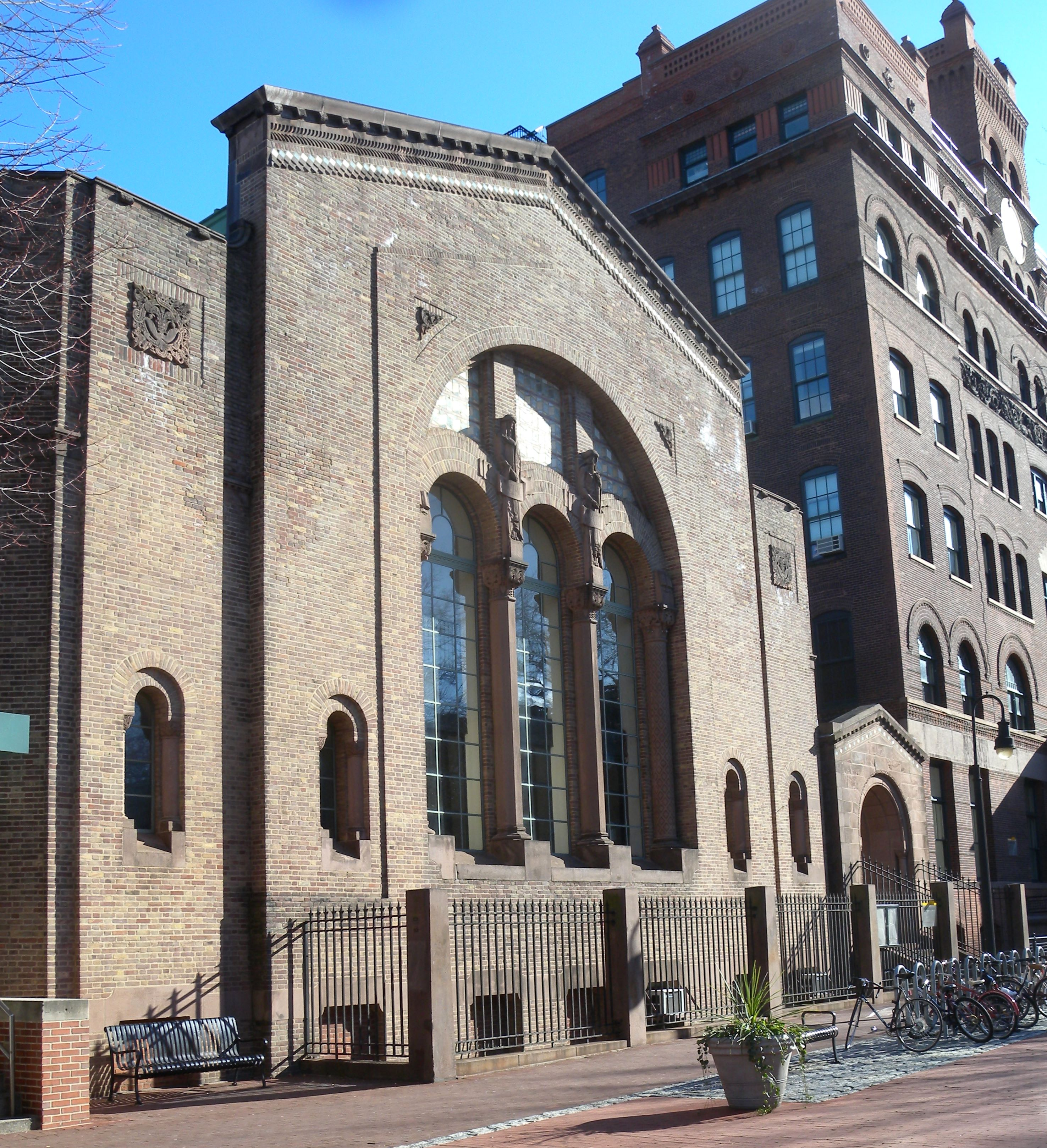
Memorial Hall
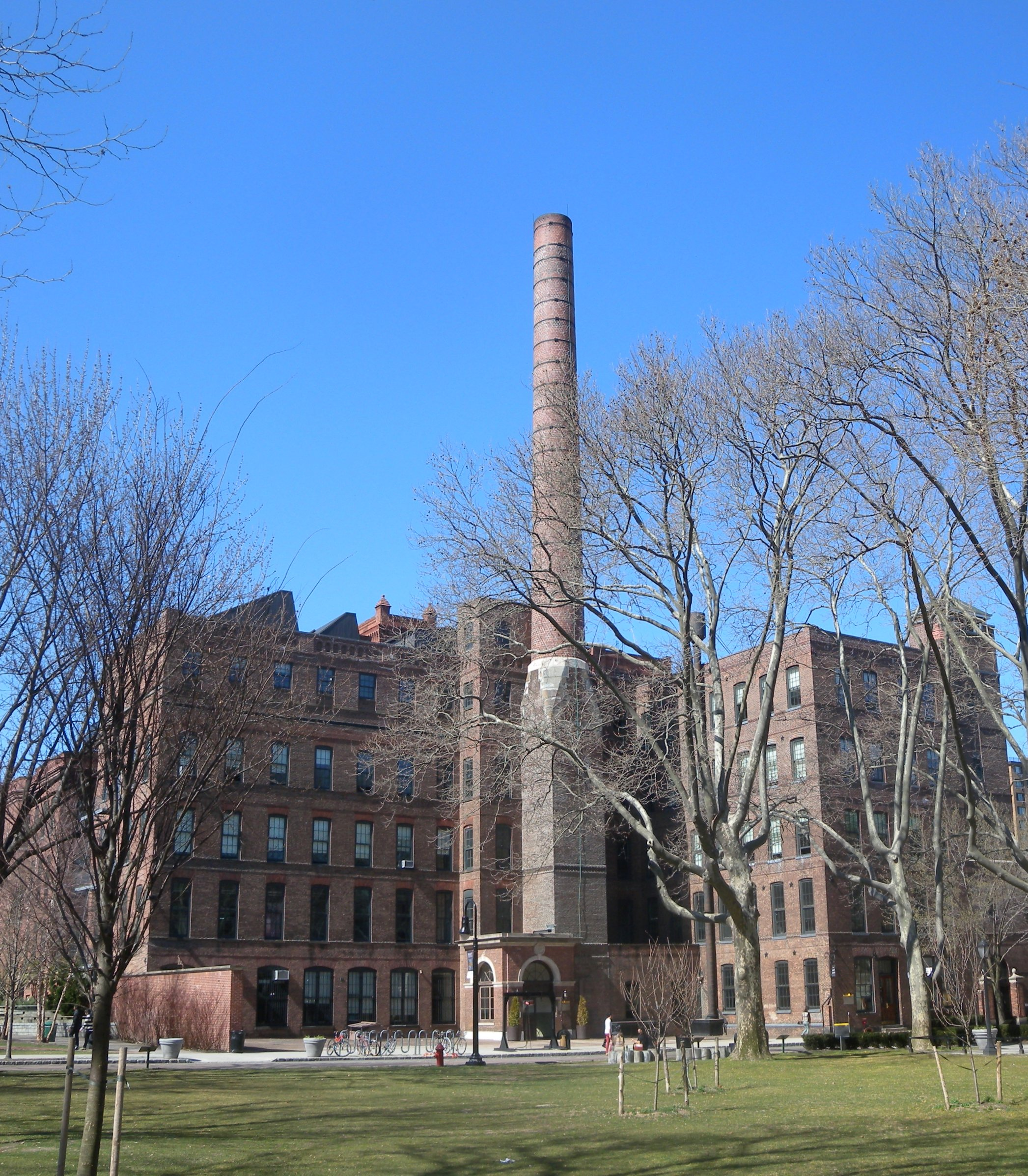
East Hall
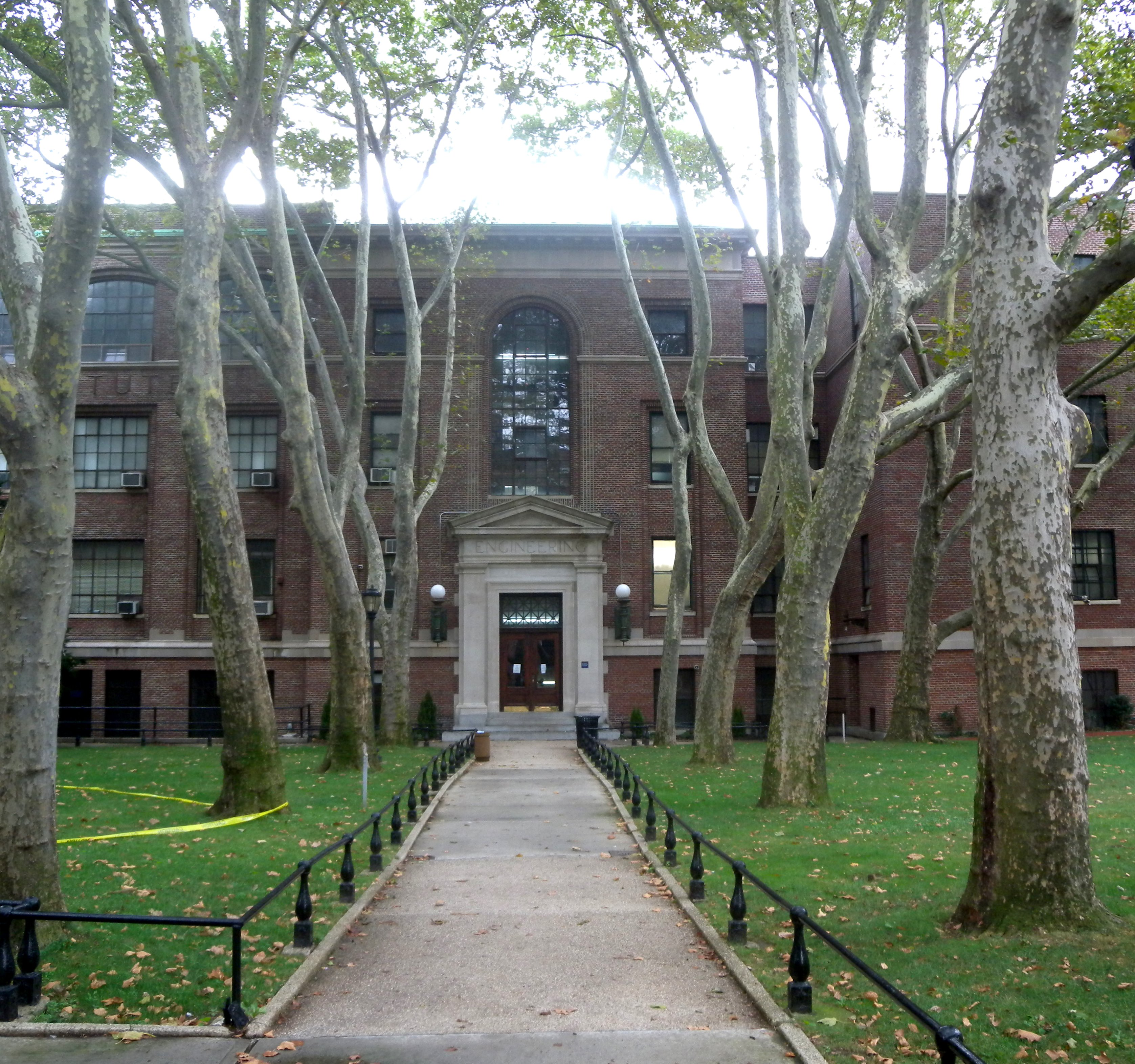
Tekniska fakultetens byggnad
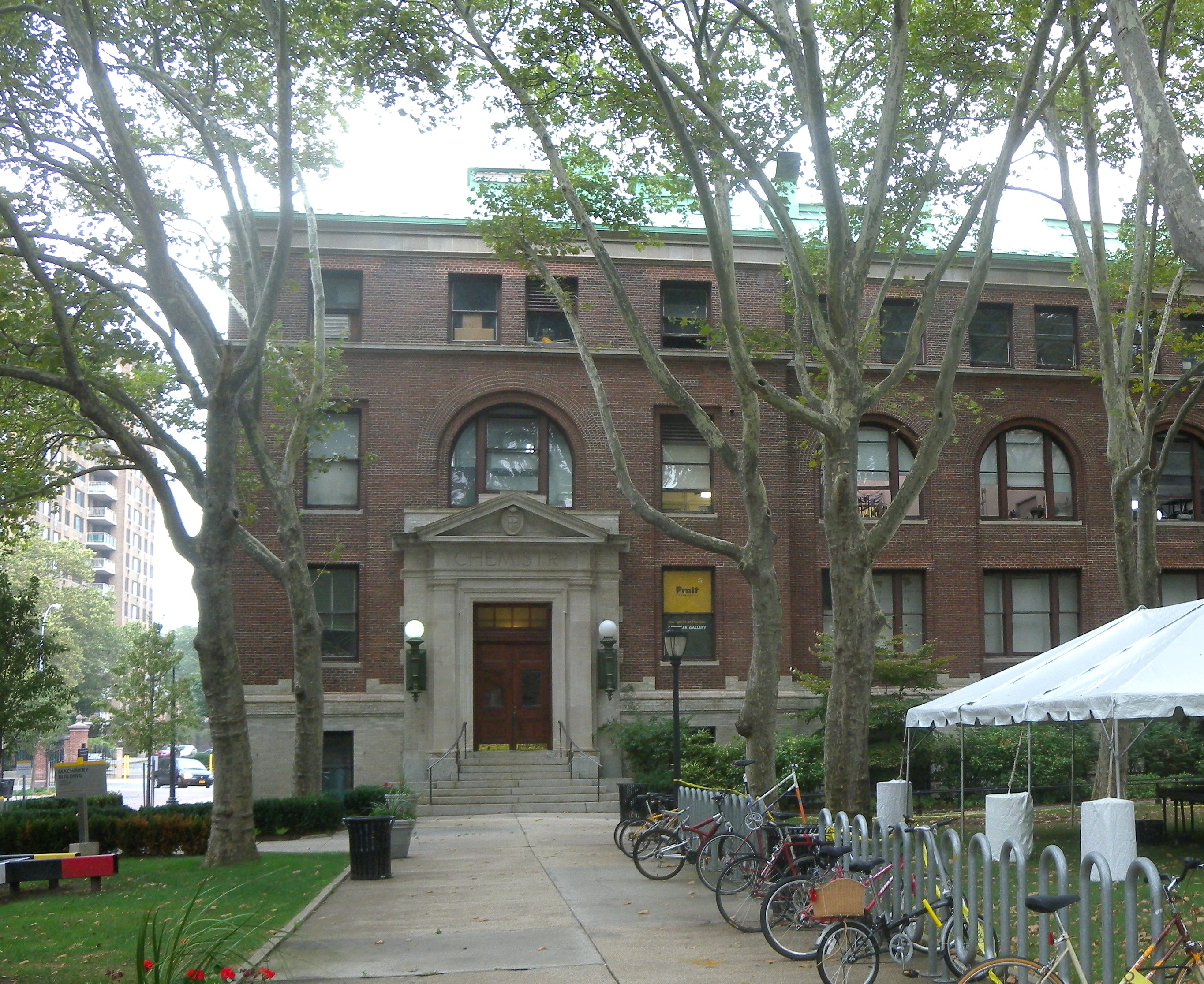
Kemiska institutionen